# Rio Borboleta
Der Rio Borboleta ist ein etwa 67 km langer linker Nebenfluss des Rio Ivaí in der Mitte des brasilianischen Bundesstaats Paraná.

## Etymologie
Auf Deutsch würde der Rio Borboleta Schmetterlingsfluss heißen.

## Geografie

### Lage
Das Einzugsgebiet des Rio Borboleta befindet sich auf dem Segundo Planalto Paranaense (Zweite oder Ponta-Grossa-Hochebene von Paraná).

### Verlauf
Sein Quellgebiet liegt im Munizip Pitanga auf 1.023 m Meereshöhe etwa 8 km westlich der Ortschaft Pitanga und damit des geografischen Mittelpunkts von Paraná in der Nähe der PR-239.
Der Fluss verläuft in nordöstlicher Richtung.
In seinem Unterlauf durchfließt er die Terra Indígena Ivai. Gemäß der Datenbank der indigenen Territorien des Instituto Socioambiental leben hier auf 73 km² gut 1.500 Menschen vom Volk der Kaingang (Stand: 2014).
Der Rio Borboleta fließt im Munizip Pitanga von links in den Rio Ivaí. Er mündet auf 452 m Höhe. Er ist etwa 67 km lang.

### Munizipien im Einzugsgebiet
Der Rio Borboleta verläuft vollständig innerhalb des Munizips Pitanga.